# アイトール・ロペス・レカルテ
アイトール・ロペス・レカルテ（Aitor López Rekarte、1975年8月18日 - ）は、スペイン、ギプスコア出身の元同国代表サッカー選手。ポジションはDF。

## 経歴
1997-98シーズンにレアルのトップチームにデビュー。移籍が噂された事もあったがクラブがオファーを断り、長くレアル一筋であった。また、ヴァレリー・カルピンの引退後はキャプテンを務めた。
2007年、レアルの2部降格に伴い、アルメリアに移籍したが、2007-08シーズン終了後放出。2009年3月8日、シーズン終了までの契約で、セグンダのエイバルに加入し、同チームで現役引退。

## 人物
- 13歳年上の兄ルイスは、スペイン代表、レアル・ソシエダ、FCバルセロナなどで活躍した右サイドバックである。